# 河津清三郎
河津 清三郎（かわづ せいざぶろう、1908年〈明治41年〉8月30日 - 1983年〈昭和58年〉2月20日）は、日本の俳優である。本名中島 誠一（なかじま せいいち）、旧芸名河津 精一（かわづ せいいち）、河津 史郎（かわづ しろう）。
阪妻・立花・ユニヴァーサル連合映画で映画デビューし、マキノ・プロダクション移籍後は沢村國太郎に次ぐ若手時代劇スターとなった。その後、新興キネマに入社して男優の看板スターとして多くの作品に主演し、戦後は個性派の脇役として活躍した。主な出演作品に『首の座』『次郎長三国志』シリーズ、『用心棒』など。妻は女優の高津慶子。

## 来歴
1908年（明治41年）8月31日、東京府東京市日本橋区蠣殻町に生まれる。浜町で待合を営んでいた父・嘉一と母・はまの養子である。
東華小学校を卒業後、正則英語学校に入学。俳優を志すが養父母に反対されて家出をし、地方巡業の一座に入る。その後、吉野二郎を知って連鎖劇に出演したのち新派の村田正雄の門下となる。1925年（大正14年）6月、村田が亡くなったため剣劇の明石潮一座に加入。翌1926年（大正15年）5月に太秦の阪東妻三郎プロダクションに入社、同年9月に阪妻プロは阪妻・立花・ユニヴァーサル連合映画として新発足し、その現代劇部に所属する。河津精一を芸名とし、1927年（昭和2年）に同社第3作の『青蛾』で映画デビュー。『雲雀』『勤王と血』などに出演するが、同年5月に阪妻プロがユニヴァーサル社と提携を解消し現代劇部は解散、そのため1928年（昭和3年）に発足間もない河合映画製作社に同社撮影所次長の沼井春信に招かれて入社する。このとき芸名も河津史郎に改名し、『黒髪草紙』『運命流転』などに出演する。
同年6月、川浪良太の仲介でマキノ・プロダクションに入社、河津清三郎と改名する。マキノ・プロは前月に片岡千恵蔵、嵐寛寿郎ら筆頭スターが相次いで脱退し、その補強に大わらわであった。同社での第1回主演作は稲葉蛟児監督の『傴僂の兄貴』で、続いて『旗本五人男』などに出演して主演スターの地位を確保した。さらにマキノ正博監督の『浪人街 第一話 美しき獲物』『首の座』で大役に起用され、後者では殺人事件の犯人にされながらも無実で罪が晴れるのを待ち続け、ついには冷酷な官憲に処刑される不幸な庶民を演じてスターの座を確立、作品もキネマ旬報ベスト・テン第1位に選ばれた。
1930年（昭和5年）9月、帝国キネマ時代劇部へ転じ、『赤垣源蔵』『地雷火組』など多くの時代劇に主演。1931年（昭和6年）8月に帝キネが新興キネマと改組されてからも『三人の相馬大作』『元禄奴太平記』のほか、『青島から来た女』『十二階下の少年達』などの現代劇にも出演する。やがて新興キネマに岡田時彦、高田稔、小杉勇、月形龍之介らのスター俳優が相次いで入社すると主演作が極端に減るが、1935年（昭和10年）に現代劇部が太秦から東京撮影所に移転すると筆頭俳優として参加し、高田稔に次ぐ新興キネマの現代劇スターとなる。1937年（昭和12年）に高田がP.C.L.へ移ってからは男優陣の一枚看板となり、看板女優の山路ふみ子とのコンビで溝口健二監督の『愛怨峡』『あゝ故郷』などに主演する。
1940年（昭和15年）、現代劇の革新を叫んで菅井一郎、清水将夫、田中春男らと新興キネマを退社して第一協団を結成、フリーランサーとして南旺映画の『南風交響楽』や松竹の『元禄忠臣蔵 後篇』などに出演する。1942年（昭和17年）、第一協団ごと東宝映画と契約を結び、『南海の花束』『翼の凱歌』などに重要な役どころで出演。この間に4か月間軍務につく。
戦後は1948年（昭和23年）に菅井、藤原釜足らと第一協団を再結成し、フリーとして各社の作品に出演する。佐分利信監督の『執行猶予』、吉村公三郎監督の『偽れる盛装』、黒澤明監督の『用心棒』など、戦後の出演作のほとんどは助演だが、マキノ雅弘監督の『次郎長三国志』シリーズでは主役格の大政役で全シリーズに登場、東映の『魚河岸の石松』では石松役で主演してその滑稽な演技で好評を受け、河津主演で計6本のシリーズが作られた。1954年（昭和29年）には製作再開した日活に男優陣の筆頭俳優として迎えられ、『志津野一平』シリーズに主演した。50年代後半からは脇役へとシフト。娯楽映画への出演も多く、岡本喜八監督の『暗黒街』シリーズ、東映任侠映画、テレビの時代劇・刑事ドラマでは黒幕的な巨悪や敵対するヤクザ組織の大親分など、大物悪役として存在感を見せた。特撮映画では、政府関係者の役も多い。
1983年（昭和58年）2月20日午前11時55分、喉頭癌のため入院先の東京医科大学病院で死去74歳没。

## 人物・エピソード
阪東妻三郎プロダクションには「三羽がらす」とか「四天王」、「十剣士」などと呼ばれた「からみ役」がおり、河津は妻三郎のからみの中で最も多く用いられた一人だった。
1929年（昭和4年）の『首の座』では、なかなか役の感じがつかめず苦しんでいた。立ち回りは素晴らしくうまかったのだが、演技的芝居をつけるとどうしていいか分からなくなるらしかった。「恋人が激しく止めたのに自殺してしまい、途方に暮れる」という場面だったが、マキノ正博監督の「芝居するな」との指示にもかかわらず、力んでしまってどうにもならない。前に仕出しが入ったところで、河津がぐっと息を詰めるので、マキノ監督が「違う!　気張るな!」と怒鳴った途端、緊張した河津は一発、屁をしてしまった。「役を下ろされる」と思った河津は「あァ……」とマキノ曰く「何んとも情けない、阿呆みたいな顔」をしたのだが、三木稔はこの機を逃さずキャメラを回し続け、河津のこの表情をすっかり撮影してしまい、さっさと次のセットに移っていった。このとき、屁の音は聞こえていたがスタッフは一所懸命で誰も笑わず、「うまいこと芝居しよんな」と思ったくらいだった。が、河津はマキノと三木を追いかけ、屁を詫びながら撮り直しを頼んできた。マキノ監督が「阿呆んだれ!　お前、もういっぺん屁出るか、よし出たとてあんないい芝居出来へんて!　よかったなァ、おおきに、おおきに」とねぎらうと、呆然とした後河津は泣き出してしまった。あとで三木キャメラマンはマキノ監督に「大きい屁こきやがってなァ。屁ェこいたらええ芝居になったちゅうのは、ちょっと珍しい役者やで」と感心していた。河津は後年までこれを憶えていて、マキノと「あんたみたいに意地の悪い恰好のつかん監督はなかった」、「いや、そやない、お前ほど下手な役者はないで、屁ェこいたら芝居が出来た。けったいな屁みたいな役者やったぜ!」と、互いに冗談めかした会話を交わしている。完成後、この映画で河津は、「演技賞もんだ」と高く評価され、その後大スタアとなったのである。
『透明人間』（1954年）などで共演した俳優の中島春雄によれば、河津は競馬で本命だけに50万円をかけていたといい、中島はスターの凄さを感じたと述懐している。

## 出演

### 映画

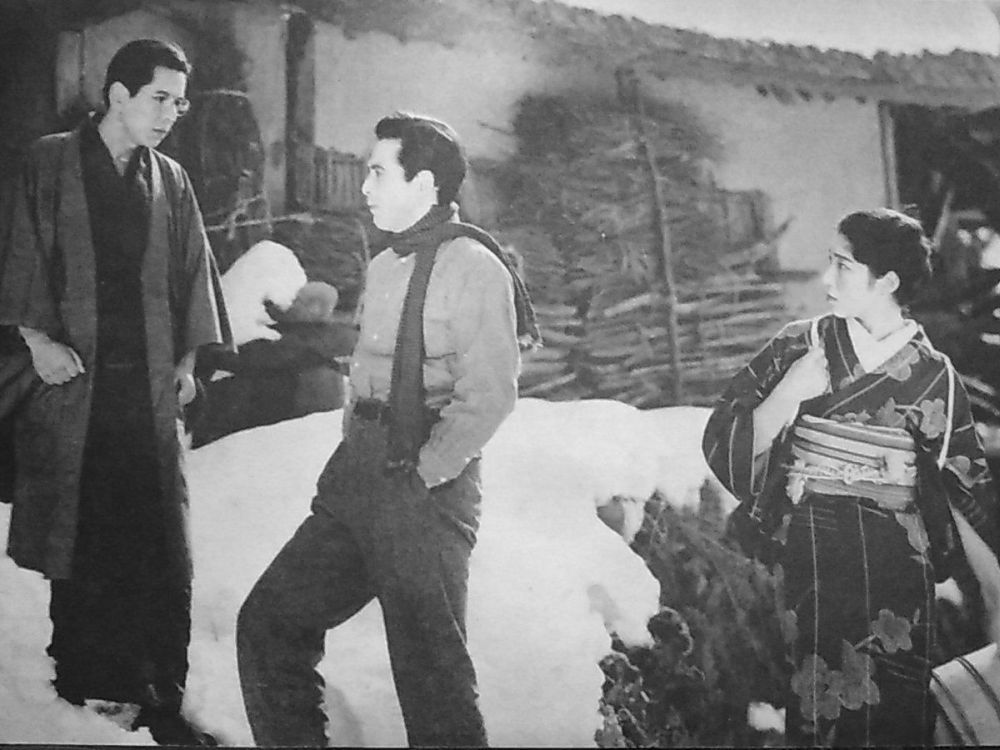
左から清水将夫、河津清三郎、山路ふみ子（1937年『愛怨峡』）

- 旗本五人男（1928年、マキノ・プロ） - 大河内善兵衛
- 浪人街（マキノ・プロ）
  - 浪人街 第一話 美しき獲物（1928年） - 土居孫左衛門
  - 浪人街 第三話 憑かれた人々（1929年） - 若宮玄八郎
- 韋駄天金太（1929年、マキノ・プロ） - 韋駄天金太
- 首の座（1929年、マキノ・プロ）
- 学生三代記 昭和時代（1930年、マキノ・プロ）
- 安兵衛十八番斬（1931年、帝国キネマ）
- 戦雲三日月党（1932年、新興キネマ） - 山中鹿之助
- 月魄（1932年、新興キネマ） - 正木貞雄
- 女夫浪（1933年、新興キネマ） - 植村融
- 暁の合唱（1934年、新興キネマ） - 浅沼喬一
- 活人剣 荒木又右衛門（1935年、寛プロ） - 若党佐吉
- 傷だらけのお秋（1935年、新興キネマ） - 船員阪井
- 街の姫君（1936年、新興キネマ） - 渥美
- 大地の愛（1936年、新興キネマ） - 長瀬弁護士
- 愛怨峡（1937年、新興キネマ） - 鈴木芳太郎
- 露営の歌（1938年、新興キネマ） - 林秀雄
- 愛国行進曲（1938年、新興キネマ） - 伊地知一等兵
- あゝ故郷（1938年、新興キネマ） - 呉服商滝野信吉
- 噫!南郷少佐（1938年、新興キネマ） - 渡辺大尉
- 南風交響楽（1940年、南旺映画）
- 芸道一代男（1941年、特作プロ） - 守田勘弥
- 白鷺（1941年、東宝映画） - 稲木孝
- 元禄忠臣蔵 後篇（1942年、松竹） - 細川越中守
- 南海の花束（1942年、東宝映画） - 操縦士日下部
- 翼の凱歌（1942年、東宝映画）
- 阿片戦争（1943年、東宝映画） - 穆資英
- 加藤隼戦闘隊（1944年、東宝）
- 初恋物語（1947年、大映） - 立川理学士
- おスミの持参金（1947年、東宝） - 復員者山田
- 幸福への招待（1947年、新東宝）
- 深夜の告白（1949年、新東宝）
- 殿様ホテル（1949年、東宝） - 花小路安直
- 生さぬ仲（1949年、松竹） - 日下部正也
- 右門捕物帖 伊豆の旅日記（1950年、新東宝） - 堂本軍之助
- 細雪（1950年、新東宝） - 貞之助
- 執行猶予（1950年、芸研プロ） - 明石
- 戦火を越えて（1950年、太泉映画）
- 軍艦すでに煙なし（1950年、新映画社） - 松田虎治
- 若様侍捕物帖 謎の能面屋敷（1950年、新東宝） - 佐々島俊蔵
- 偽れる盛装（1951年、大映） - 渡邊
- おぼろ駕籠（1951年、松竹） - 生島次郎太夫
- 赤穂城（1951年、東映） - 堀部安兵衛
- 恋風五十三次（1952年、東映） - 弥次郎兵衛
- 母ものシリーズ（大映）
  - 母千鳥（1951年） - 長谷一郎
  - 母人形（1951年） - 今井敬太郎
- あゝ青春（1951年、松竹） - 船木義夫
- 純白の夜（1951年、松竹） - 村松恒彦
- 新撰組（東映） - 土方歳三
  - 第一部 京洛風雲の巻（1952年）
  - 第二部 池田屋騒動（1952年）
  - 第三部 魔剣乱舞（1952年）
- 銭形平次捕物控 地獄の門（1952年、大映） - 十一屋小三郎
- 鞍馬天狗 一騎討ち（1952年、東映） - 近藤勇
- 次郎長三国志シリーズ（東宝） - 大政
  - 第一部 次郎長売出す（1952年）
  - 第二部 次郎長初旅（1953年）
  - 第三部 次郎長と石松（1953年）
  - 第四部 勢揃い清水港（1953年）
  - 第五部 殴込み甲州路（1953年）
  - 第六部 旅がらす次郎長一家（1953年）
  - 第七部 初祝い清水港（1954年）
  - 第八部 海道一の暴れん坊（1954年）
  - 第九部 荒神山（1954年）
- 魚河岸の石松シリーズ（東映） - 木村松吉（石松）
  - 魚河岸の石松（1953年）
  - 続魚河岸の石松（1953年）
  - 続々魚河岸の石松（1953年）
  - 続々魚河岸の石松 大阪罷り通る（1954年）
  - 続続続続魚河岸の石松 女海賊と戦う（1954年）
  - 魚河岸の石松 石松と女石松（1955年）
- 祇園囃子（1953年、大映） - 楠田専務
- 急襲桶狭間（1953年、東映） - 前田犬千代
- 二挺拳銃の龍（1954年、東映） - 沢村龍二
- やくざ囃子（1954年、東京映画） - 筧治三郎
- 幽霊男（1954年、東宝） - 金田一耕助
- 志津野一平シリーズ（日活） - 志津野一平
  - 俺の拳銃は素早い（1954年）
  - 志津野一平 地獄の接吻（1955年）
  - 志津野一平 愛欲と銃弾（1955年）
  - 志津野一平 浴槽の死美人（1956年）
  - 志津野一平 謎の金塊（1956年）
- 透明人間（1954年、東宝） - 南条[1][2]
- 次郎長遊侠伝シリーズ（日活） - 清水次郎長
  - 次郎長遊侠伝 秋葉の火祭り（1955年）
  - 次郎長遊侠伝 天城鴉（1955年）
- 地獄の用心棒（1955年、日活） - 北川
- 銀座二十四帖（1955年、日活） - 京極克巳
- 人生とんぼ返り（1955年、日活） - 沢田正二郎
- 力道山物語 怒濤の男（1955年、日活） - 隅田新作
- 丹下左膳（1956年、日活） - 岩城主水正
- 悪魔の街（1956年、日活） - 早崎
- 洲崎パラダイス赤信号（1956年、日活） - 落合
- 地獄の札束（1956年、日活） - 岡田
- 眠狂四郎無頼控シリーズ（東宝） - 平山子竜
  - 眠狂四郎無頼控（1956年）
  - 眠狂四郎無頼控 第二話 円月殺法（1957年）
- 大番シリーズ（東宝） - 木谷寛二
  - 大番（1957年）
  - 續大番 風雲篇（1957年）
  - 続々大番 怒涛篇（1957年）
- 浪人街（1957年、松竹） - 赤牛弥五右衛門
- 桃太郎侍（1957年、大映） - 伊賀半九郎
- 花太郎呪文（1958年、大映） - 呉竜角
- 若い獣（1958年、東宝） - 岡崎会長
- 人肌孔雀（1958年、大映） - 土岐安房守
- 日蓮と蒙古大襲来（1958年、大映） - 平左衛門尉頼綱
- 次郎長意外伝 灰神楽木曽の火祭（1958年、東宝） - 清水の次郎長
- 弁天小僧（1958年、大映） - 鯉沼伊織
- 暗黒街シリーズ（東宝）
  - 暗黒街の顔役（1959年） - 横光
  - 暗黒街の対決（1960年） - 大岡
  - 暗黒街の弾痕（1961年） - 大鳥勇策
- 女と海賊（1959年、大映） - 川島源次郎
- 或る剣豪の生涯（1959年、東宝） - 長島主膳
- 戦国群盗伝（1959年、東宝） - 山名兵衛
- かげろう絵図（1959年、大映） - 水野美濃守
- 歌麿をめぐる五人の女（1959年、大映） - 狩野栄川
- 風来物語 仁侠篇（1959年、大映） - いさき屋勝五郎
- お夏捕物帖シリーズ（松竹）
  - お夏捕物帖 月夜に消えた女（1959年） - 大黒屋善兵衛
  - お夏捕物帖 通り魔（1960年） - 河内屋伝右衛門
- 電送人間（1960年、東宝） - 大西社長[14]
- ハワイ・ミッドウェイ大海空戦 太平洋の嵐（1960年、東宝） - 南雲長官[14]
- 敵は本能寺にあり（1960年、松竹） - 羽柴秀吉
- 秋立ちぬ（1960年、東宝） - 浅尾
- 疵千両 (1960年、大映)
- 大坂城物語（1961年、東宝） - 大野治長
- 社長シリーズ（東宝）
  - 続サラリーマン忠臣蔵（1961年） - 山鹿之行
  - 続サラリーマン清水港（1962年） - 吉良仁吉
  - 社長洋行記（1962年）
  - 続・社長洋行記（1962年） - 椿家社長
  - 社長漫遊記（1963年） - 権藤
  - 続・社長漫遊記（1963年） - 権藤
  - 社長外遊記（1963年） - 水谷
  - 続・社長外遊記（1963年） - 水谷
  - 社長紳士録（1964年） - 中西
  - 続・社長繁盛記（1968年） - 江尻庄吾
- 用心棒（1961年、東宝） - 馬目の清兵衛
- モスラ（1961年、東宝） - 防衛長官[14][2][3]
- 世界大戦争（1961年、東宝） - 防衛庁長官[1][2][3]
- 妖星ゴラス（1962年、東宝） - 多田蔵相[14][2][3]
- 秦・始皇帝（1962年、大映） - 呂不韋
- 忠臣蔵 花の巻・雪の巻（1962年、東宝） - 吉田忠左衛門
- 太平洋の翼（1963年、東宝） - 戦艦大和艦長[14]
- 国際秘密警察 指令第8号（1963年、東宝） - 灰谷
- 新・座頭市物語（1963年、大映） - 伴野弥十郎
- にっぽん昆虫記（1963年、日活） - 唐沢
- 獣の戯れ（1964年、大映） - 草門逸平
- 宇宙大怪獣ドゴラ（1964年、東宝） - 髭の男[14][3]
- 刺青一代（1965年、日活） - 赤松重五郎
- 関東果し状（1965年、東映） - 阿久津亘
- 昭和残侠伝シリーズ（東映）
  - 昭和残侠伝 唐獅子牡丹（1966年） - 左右田寅松
  - 昭和残侠伝 一匹狼（1966年） - 川崎銀五郎
  - 昭和残侠伝 血染めの唐獅子（1967年） - 阿久津剛三
  - 昭和残侠伝 唐獅子仁義（1969年） - 樺島岩蔵
- 日本侠客伝 血斗神田祭り（1966年、東映） - 金六
- 網走番外地シリーズ（東映）
  - 網走番外地 荒野の対決（1966年） - 権田
  - 網走番外地 南国の対決（1966年） - 豪田
- 続・鉄砲犬（1966年、大映） - 秋津専作
- 丹下左膳 飛燕居合斬り（1966年、東映） - 愚楽老人
- 侠客三国志 佐渡ケ島の決斗（1966年、東映） - 桐岡伊之助
- 続 浪曲子守唄（1967年、東映） - 根岸
- 博奕打ちシリーズ（東映）
  - 博奕打ち（1967年） - 黒田万五郎
  - 博奕打ち 殴り込み（1968年） - 金井長五郎
- 錆びたペンダント（1967年、日活） - 郷原
- 博徒シリーズ（東映）
  - 博徒解散式（1968年） - 岩崎正美
  - 博徒斬り込み隊（1971年） - 二階堂剛蔵(大日本菊名会会長)
- 昭和のいのち（1968年、日活） - 黒岩源造
- 帰ってきた極道（1968年、東映） - 大曽根
- 怪談 蛇女（1968年、東映） - 大沼長兵衛
- 不良番長 猪の鹿お蝶（1969年、東映） - 大場東一郎
- 現代やくざシリーズ（東映）
  - 現代やくざ 与太者仁義（1969年） - 田坂
  - 現代やくざ 血桜三兄弟（1971年） - 広道会々長・三宅久市
- 日本暴力団シリーズ（東映）
  - 日本暴力団 組長（1969年） - 矢東伊之助
  - 日本暴力団 殺しの盃（1972年） - 高辻彦松
- 緋牡丹博徒シリーズ（東映）
  - 緋牡丹博徒 鉄火場列伝（1969年） - 観音寺宇之助
  - 緋牡丹博徒 お命戴きます（1971年） - 富田甚八
  - 緋牡丹博徒 仁義通します（1972年） - 嘉納竜三
- 東シナ海 (1968) - 我那覇慶福
- 関東テキヤ一家（1969年、東映） - 銭村友三郎
- 悪名一番勝負（1969年、大映） - 大西寅松
- 牡丹と竜（1970年、日活） - 黒岩大吾
- 女子学園 ヤバい卒業（1970年、東映） - 警察署長
- カポネの舎弟 やまと魂（1971年、東映） - 阿藤
- ゾロ目の三兄弟（1972年、東映)
- 不良姐御伝 猪の鹿お蝶（1973年、東映） - 黒川義一
- まむしの兄弟 恐喝三億円（1973年、東映） - 李楊徳
- ザ・ゴキブリ（1973年、東宝） - 大山
- 華麗なる一族（1974年、芸苑社） - 田淵幹事長
- 唐獅子警察（1974年、東映） - 扇田慶十郎
- 風立ちぬ（1976年、東宝） - 結城庸平
- 刑事物語2 りんごの詩（1983年、東宝） - タクシーの運転手

### テレビドラマ
- 鶴田浩二シリーズ（CX）
  - 沓掛時次郎（1959年）
  - 関の弥太っぺ（1959年）
- シャープクライマックス 人生はドラマだ / マキノ省三（1960年、KTV） - 牧野省三
- 侍（CX）
  - 第11回「水野十郎左衛門」（1961年）
  - 第16回「戦国友情」（1961年）
  - 第28・29回「國士無双」（1961年）
- 東芝日曜劇場（TBS）
  - 第228回「赤西蠣太」（1961年）
  - 第481回「片想い 姉妹の恋より」（1966年）
  - 第539回「影絵の女」（1967年）
  - 第600回「三角・四角」（1968年）
  - 第886・887回「雪の華」（1973年）
- 山本周五郎アワー（TBS）
  - 第1回「おもいちがい物語」（1961年）
  - 第25回「鶯ばか」（1961年） - 新出去定
- 松本清張シリーズ・黒い断層 第46回「青のある断層」（1961年、TBS）
- 東レサンデーステージ（NTV）
  - 第50回「恐怖の時間」（1961年） - 中年の男
  - 第52回「浪人団地」（1961年） - 大川剛兵衛
- 東芝土曜劇場（CX）
  - 第129回「自白」（1961年） - 麻生
  - 第166回「復讐計画完了」（1962年） - 谷川
- 夫婦百景（NTV）
  - 第225回「本惚れ夫婦」（1962年）
  - 第257回「現代子宝物語」（1963年）
  - 第300回「箱入女房」（1964年）
- シャープ火曜劇場 第55回「朝餉の歌」（1962年、CX） - 槇信太郎
- 近鉄金曜劇場 / 風流活人剣（1962年、TBS）
- 嫁ぐ日まで 第4回「声なき誓い」（1963年、CX）
- ポーラ名作劇場 第17回「野の仏」（1963年、MBS）
- シャープ月曜劇場 第9回「いのちみじかけれど」（1963年、CX） - 松村
- がしんたれ（1963年、CX）
- 日産スター劇場（NTV）
  - 市長さまのアメリカみやげ（1963年）
  - 続・大阪のお婆ちゃん（1964年）
  - おとぼけ台風（1964年）
  - 七年目半の浮気（1964年）
  - おせっかいさんの婿選び（1965年）
  - おめかけさん廃業（1966年）
  - 俺は亭主だ!（1967年）
  - 温泉競馬（1967年）
- 大河ドラマ （NHK）
  - 赤穂浪士（1964年） - 大石無人
  - 源義経（1966年） - 横川の覚範
- 一千万人の劇場 / 霧笛（1964年、CX）
- シオノギテレビ劇場（CX）
  - 司葉子アワー・招かれた人（1964年）
  - さぶ（1966年）
- 風雪 / 道は六百八十里（1965年、NHK） - 伊藤博文
- ザ・ガードマン（TBS / 大映テレビ室）
  - 第10話「黒い恐怖」（1965年）
  - 第46話「白昼の通り魔」（1966年）
- 判決 第142回「一票の重さ」（1965年、NET） - 畠山徳平
- 河内カルメン（1965年 - 1966年、YTV）
- ある勇気の記録 第7話「誤報」（1966年、NET / 東映）
- 白い巨塔（1967年、NET） - 鵜飼雅行
- こりゃまた結構（1967年、TBS）
- カツドウ屋一代（1968年、MBS）
- 大奥（1968年 - 1969年、KTV） - 田沼意次
- ざっくばらん（1968年 - 1969年、NTV） - 藤吉大吉
- あゝ忠臣蔵（1969年、KTV） - 柳沢出羽守
- ブラックチェンバー（1969年、CX） - 桂本部長
- 銀河ドラマ / 天使の羽根（1969年、NHK） - 立花喜三郎
- 柳生十兵衛 第12話「ふたり十兵衛」（1970年、CX / 東映） - 大潮屋多左衛門
- 火曜日の女シリーズ「恋の罠」（1970年、NTV）
- 大岡越前（TBS / C.A.L）
  - 第1部 第2話「町火消誕生」（1970年3月23日） - 但馬
  - 第2部 第24話「やまいぬ」（1971年10月25日） - 大槻玄蕃
  - 第5部 第19話「復讐に燃える女」（1978年6月12日） - 小野寺兵衛
- 白雪劇場 / 江戸の紅葵（1971年、KTV） - 徳川斉昭
- 大忠臣蔵（1971年、NET / 三船プロ） - 小山田一閃
- 徳川おんな絵巻 第19話「可愛い悪魔」・第20話「呪われた恋」（1971年、KTV / 東映） - 佐竹義山
- 特別機動捜査隊 （NET / 東映）
  - 第491話「最後の道化師」（1971年） - 竜造寺
  - 第791話「女を泣かすな」（1977年） - 中川原竜之介
- 軍兵衛目安箱 第21話「明るい夜のかげに」（1971年、NET / 東映） - 大国屋
- おらんだ左近事件帖 第1話「月心寺の子供たち」（1971年、CX / 東宝） - 津山藩家老・河津兵部
- 水戸黄門（TBS / C.A.L）
  - 第2部 第24話「悪い奴ら -宮津-」（1971年） - 丹波屋伝蔵
  - 第3部
    - 第4話「人狩り -三島-」（1971年）
    - 第26話「肥後の競い馬 -熊本-」（1972年） - 宍戸刑部

  - 第4部
    - 第3話「人情榛名おろし -高崎-」（1973年） - 吉沢典膳
    - 第13話「曲わっぱの恋 -大館-」（1973年） - 小野寺外記

  - 第9部 第7話「裁かれたジャジャ馬姫 -盛岡-」（1978年） - 北十左衛門
  - 第10部 第14話「鬼が盗んだ運上金 -草津-」（1979年） - 平右衛門
  - 第11部 第4話「悪を斬る紅緒の三度笠 -山形-」（1980年） - 大庄屋多左衛門
  - 第12部 第7話「お志乃に惚れた提灯作り -岐阜-」（1981年10月12日） - 尾張屋幸兵衛
- 銭形平次（CX / 東映）
  - 第283話「おかめとひょっとこ」（1971年） - 与兵ヱ
  - 第387話「私の好きな平次親分」（1973年） - 松石
- 時間ですよ 第2シリーズ 第50話（1971年、TBS） - 丑松
- プレイガール （12ch / 東映）
  - 第176話「怪談 深幽寺の古井戸」（1972年） - 玄海和尚
  - 第210話「全裸の美女は朝狙え!」（1973年） - 沢井
- 必殺仕掛人 第4話「殺しの掟」（1972年、ABC / 松竹） - 金子安斎
- 木枯し紋次郎 第2シーズン 第7話「海鳴りに運命を聞いた」（1972年、CX / C.A.L） - 四天木の剛右衛門
- お祭り銀次捕物帳 第10話「人情牢破り」（1972年、CX / 東映） - 堀田源左エ門
- 隼人が来る 第4話「上州の暴れん坊」（1972年、CX / 東映） - 上州屋銀兵衛
- キイハンター 第248話「殺し屋ども、何人でも来い!」（1972年、TBS / 東映） - 重宗
- 花王 愛の劇場 / 越前竹人形（1973年、TBS）
- 地獄の辰捕物控 第15話「わらべ歌が闇に聞こえた」（1973年、NET / 東映） - おぼろ影の和助
- 大久保彦左衛門 第9話「風魔の果て」（1973年、KTV） - 八代修理介
- 太陽にほえろ! 第28話「目には目を」（1973年、NTV / 東宝） - 滝沢欽三
- 非情のライセンス（NET / 東映）
  - 第1シリーズ 第2話「兇悪の迷路」（1973年） - 鳴海亮平
  - 第2シリーズ 第124話「兇悪の終焉」（1977年） - 有賀政道
- ポーラテレビ小説 / 薩摩おごじょ（1973年、TBS） - 仙造
- 木曽街道いそぎ旅 第11話「黒い馬は雨に消えた」（1973年、CX / C.A.L） - 清五郎
- 戦国ロック はぐれ牙 第1話「隠し銀山に欲望を斬れ」（1973年、CX / C.A.L）
- 加那子という女 第1話（1973年、NTV） - 黒川
- いただき勘兵衛 旅を行く 第9話「医は任術も仇だとさ」（1973年、NET / 東映） - 榊原妥女
- 長谷川伸シリーズ 第17話「獄門お蝶」（1973年、NET / 東映）
- ご存知遠山の金さん 第1話「闇夜に烏が二羽飛んだ」（1973年、NET / 東映） - 酒井左馬之介
- 八州犯科帳 第9話「女坂から来た女」（1974年、CX / C.A.L） - 鷲津の伝蔵
- ザ・ボディガード 第5話「喪服の女に手を出すな」（1974年、NET / 東映） - 讃岐伝造
- 白い牙 第24話「復讐の呼び声」 - 第26話「復讐のフィナーレ」（1974年、NTV / 大映テレビ） - 東郷正豪
- 幡随院長兵衛 第17話「大江戸無責任男」（1974年、NET / 東宝） - 秋田屋喜三郎
- 華麗なる一族（1974年 - 1975年、MBS / 東宝） - 安田太左衛門
- 銀河テレビ小説（NHK）
  - 女の森で（1975年） - 斉藤
- 痛快! 河内山宗俊 第9話「罠にはまった中仙道」（1975年、CX / 勝プロ） - 唐津屋多左衛門
- 日本の戦後 第4集「それは、晩餐から始まった 財閥解体への道」（1977年、NHK） - 岩崎小弥太
- かあさん堂々（1977年、TBS） - 大迫
- 土曜ワイド劇場 / 闇の中の蜜月・死の匂い（1977年、ANB）
- 土曜ドラマ / 松本清張シリーズ・たずね人（1977年、NHK） - 倉田
- 江戸の渦潮 第16話「男の出会いと別れと」（1978年、CX / 東宝）
- 特捜最前線 第93話「頭蓋骨を愛した女!」（1979年、ANB / 東映）
- 江戸を斬るIV 第8話「辻斬りは北辰一刀流」（1979年、TBS / C.A.L）- 本間弥兵衛
- ザ・スーパーガール 第4話「フィーバーの夜、モデルは全裸で死ぬ」（1979年、12ch / 東映） - 大田黒剛造
- 大激闘マッドポリス'80 第1話「マフィアからの挑戦」（1980年、NTV / 東映） - 飯田正二郎
- 木曜ゴールデンドラマ / 妻の悲劇! 夫はなぜ彼を殺したのか?（1981年、YTV）
- 吉宗評判記 暴れん坊将軍 第167話「天下御免の夫婦喧嘩」（1981年、ANB / 東映） - 長沼重右衛門